# Waltham Watch Company
Waltham Watch Company, også kendt som det American Waltham Watch Co. og American Watch Co., var et firma, der producerede omkring 40 millioner ure, speedometre, kompasser, tidsforsinkelsessikringer og andre præcisionsinstrumenter i USA i perioden mellem 1850 og 1957. Virksomhedens historiske produktionsfaciliteter fra det 19. århundrede, der ligger Waltham i Massachusetts, er blevet bevaret som American Waltham Watch Company Historic District.
Virksomheden gennemgik en række konkurser og genstarter under nyt ejerskab, hvormed ure og ure med Waltham-navnet stadig i dag fremstilles og markedsføres.

## Arv
Før Waltham Watch Company gik konkurs i 1957, grundlagde det i 1954 et datterselskab i Schweiz kaldet Waltham International SA. Waltham International SA bevarer retten til Waltham-varenavnet uden for Nordamerika og fortsætter med at producere mekaniske armbåndsure og mekaniske lommeure under mærket "Waltham".
Waltham åbnede under deres omstruktureringsbestræbelser i 1950'erne et kontor i New York med det formål at importere schweiziske urværker og etuier. På grund af restriktioner, der blev pålagt virksomheden af dets hovedkreditor, Restructuring Finance Corporation, kunne de ikke sælge disse ure direkte, så de blev solgt gennem et selvstændigt firma ved navn Hallmark Watch Company.
Specialiserede ure og kronografer til brug i flykontrolpaneler blev fortsat fremstillet på Waltham-fabrikken af Waltham Precision Instruments Company. I februar 1994 købte Prime Time Clocks den sidste resterende produktlinje, det mekaniske flyur. Waltham Precision Instruments blev flyttet til Ozark i Alabama og ændrede navn til Waltham Aircraft Clock Corporation.

## Historiske kilder
Hvert eneste urværk, der blev produceret af virksomheden i løbet af de tidligere 1950'ere, var indgraveret med et individuelt serienummer. Dette tal kan bruges til at anslå produktionsdatoen. Frivillige har oprettet en database med Waltham-serienumre, modeller og kvaliteter, og beskrivelser af observerede ure.
Arkivet af Waltham Watch Company ligger i Baker Library Special Collections-afdelingen på biblioteket på Harvard Business School under Harvard University. Materialet, som omfatter firmabøger primært fra 1854 til 1929, er fordelt på 52 arkivkasser, der i alt måler 111 lineære fod.